# Heavy Metal (serietidning)
Heavy Metal är en amerikansk serietidning, startad 1977, inspirerad av och delvis baserad på material från franska Métal Hurlant. Liksom den franska tidningen gjorde publicerar tidningen i första hand serier med koppling science fiction eller fantasy, ofta med erotiska inslag, vilket var ovanligt för amerikanska serietidningar när Heavy Metal startade.
Tidningen har bland annat innehållit serier av Jean Giraud, Richard Corben och Bernie Wrightson.
Den svenska versionen av tidningen (baserad på den franska och amerikanska) kallades Tung Metall.

## Filmer
Det har getts ut två animerade filmer löst baserade på serierna i tidningen. Den första kom 1981, och hette enbart Heavy Metal. Den andra kom 2000 och hette Heavy Metal 2000.